# Anna Myhrman
Anna Maria Gustavia Myhrman född 12 september 1785 i Rämmens bruk, död 18 augusti 1853 på Källtorps gård, Helsingborg, var en svensk biskopinna och amatörkonstnär.
Hon var dotter till bergsrådet Christopher Myhrman och syster till Gustaf, Bengt och Eva. Hon gifte sig 1806 med skalden Esaias Tegnér.
Myhrman var som konstnär autodidakt. Hon växte upp i en familj med stort kulturellt intresse och hon och hennes syskon framträdde som drivna amatörkonstnärer. Hon är representerad på Rämmens bruk i Värmland med flera blomstermålningar.